# Големият полицай от малкия град
„Големият полицай от малкия град“ (на английски: The Guard) е ирландски филм от 2011 г. на режисьора Джон Майкъл Макдона.

## Сюжет
Ексцентричен ирландски полицай и агент на ФБР разследват канал за трафик на наркотици.

## Актьорски състав
| Актьор            | Роля                |
| ----------------- | ------------------- |
| Брендан Глийсън   | сержант Гери Бойл   |
| Дон Чийдъл        | агент Уендъл Евърет |
| Марк Стронг       | Клайв Корнел        |
| Лиъм Кънингам     | Франсис Шийхи       |
| Фионула Фланаган  | Ейлийн Бойл         |
| Дейвид Уилмот     | Лиъм О'Лиъри        |
| Рори Кийнан       | Ейдан Макбрайд      |
| Катарина Кас      | Габриела Макбрайд   |
| Доминик Макелигът | Айфе О'Каръл        |

## Награди и номинации
| Награда          | Категория                              | Номиниран(и)        | Резултат  |
| ---------------- | -------------------------------------- | ------------------- | --------- |
| Награда на БАФТА | Най-добър оригинален сценарий          | Джон Майкъл Макдона | номинация |
| Златен глобус    | Най-добър актьор в мюзикъл или комедия | Брендан Глийсън     | номинация |
| Сателит          | Най-добър филмов монтаж                | Крис Гил            | награда   |
| Сателит          | Най-добър режисьор                     | Джон Майкъл Макдона | номинация |
| Сателит          | Най-добър оригинален сценарий          | Джон Майкъл Макдона | номинация |
| Сателит          | Най-добър актьор                       | Брендан Глийсън     | номинация |